# Мишутино (Рязанская область)
Мишу́тино — деревня в Шацком районе Рязанской области. Входит в состав Ольховского сельского поселения.
Расстояние до районного центра — 15 км, до областного центра 160 км. Находится в 1 км к югу от федеральной автомобильной дороги М5 «Урал» М5.

## История
Основана в 1815 году.
До мая 2017 года была в составе Тарадеевского сельского поселения.

## Население
| 2010 | 2012 |
| ---- | ---- |
| 6    | ↘5   |